# Wikipédia en tok pisin
Wikipédia en tok pisin (en tok pisin : Wikipedia long Tok Pisin) est l'édition de Wikipédia en tok pisin, langue créole à base lexicale anglaise parlée en Papouasie-Nouvelle-Guinée dont il est l'une des trois langues officielles et à Bougainville dont il est l'une des deux langues officielles. L'édition est lancée en avril 2004,. Son code est : tpi.
Au 20 mars 2025, l'édition en tok pisin contient 1 386 articles et compte 14 746 contributeurs, dont 18 contributeurs actifs et 1 administrateur.

## Présentation
Une proposition de fermeture de la Wikipédia en tok psin a été formulée en 2018 qui a été rejetée.

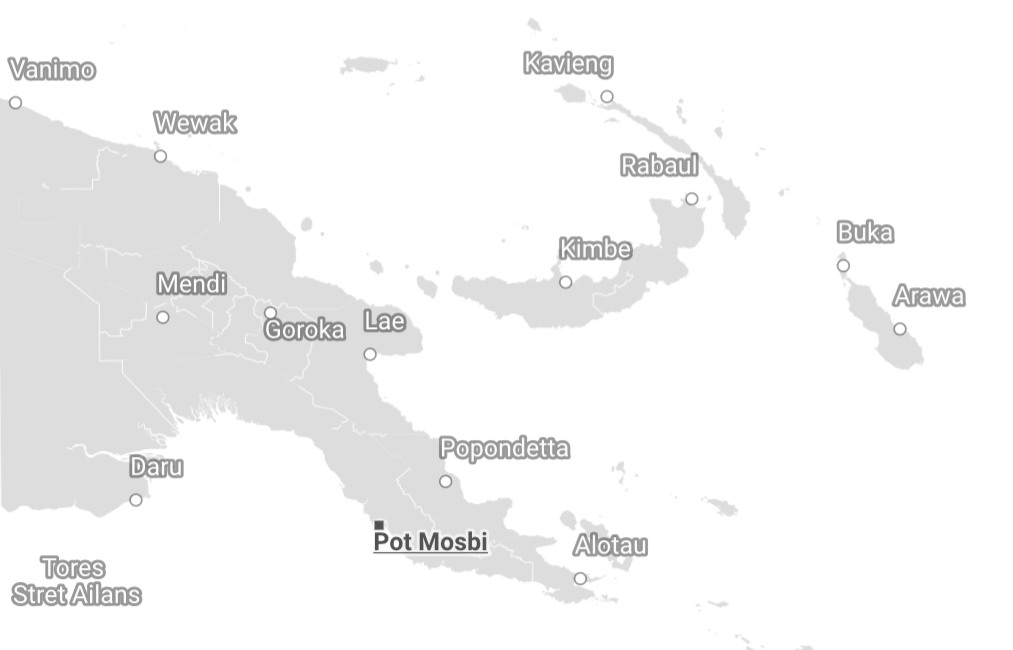
Zone d'influence du tok pisin.

## Statistiques
- En juin 2016, l'édition en tok pisin compte quelque 1 280 articles et plus de 1 000 utilisateurs enregistrés.
- Le 6 novembre 2022, elle contient 1 351 articles et compte 12 552 contributeurs, dont 15 contributeurs actifs et 1 administrateur.
- Le 16 septembre 2024, elle contient 1 381 articles et compte 14 322 contributeurs, dont 17 contributeurs actifs et 1 administrateur.